# Lista di asteroidi (767001-768000)
Di seguito una lista di asteroidi dal numero 767001  al 768000 con data di scoperta e scopritore.

## 767001–767100
| Nome   | Designazione provvisoria | Data di scoperta  | Scopritore                |
| ------ | ------------------------ | ----------------- | ------------------------- |
| 767001 | 2014 QT459               | 20 agosto 2014    | Pan-STARRS                |
| 767002 | 2014 QE461               | 20 agosto 2014    | Pan-STARRS                |
| 767003 | 2014 QG461               | 20 agosto 2014    | Pan-STARRS                |
| 767004 | 2014 QJ462               | 16 settembre 2010 | Mount Lemmon Survey       |
| 767005 | 2014 QL462               | 1 novembre 2005   | Spacewatch                |
| 767006 | 2014 QM462               | 22 agosto 2014    | Pan-STARRS                |
| 767007 | 2014 QT463               | 1 dicembre 2010   | Mount Lemmon Survey       |
| 767008 | 2014 QO464               | 2 novembre 2010   | Mount Lemmon Survey       |
| 767009 | 2014 QJ465               | 14 gennaio 2011   | Mount Lemmon Survey       |
| 767010 | 2014 QN465               | 23 agosto 2014    | Pan-STARRS                |
| 767011 | 2014 QV465               | 25 agosto 2014    | Pan-STARRS                |
| 767012 | 2014 QW466               | 25 agosto 2014    | Pan-STARRS                |
| 767013 | 2014 QA467               | 10 dicembre 2010  | Mount Lemmon Survey       |
| 767014 | 2014 QZ467               | 27 agosto 2014    | Pan-STARRS                |
| 767015 | 2014 QZ468               | 21 novembre 2005  | Spacewatch                |
| 767016 | 2014 QB469               | 27 agosto 2014    | Pan-STARRS                |
| 767017 | 2014 QV469               | 21 dicembre 2006  | Spacewatch                |
| 767018 | 2014 QF471               | 29 agosto 2014    | Spacewatch                |
| 767019 | 2014 QM471               | 30 agosto 2014    | Spacewatch                |
| 767020 | 2014 QT472               | 31 agosto 2014    | Pan-STARRS                |
| 767021 | 2014 QY472               | 31 agosto 2014    | Pan-STARRS                |
| 767022 | 2014 QU473               | 31 agosto 2014    | Pan-STARRS                |
| 767023 | 2014 QM474               | 15 settembre 2009 | Spacewatch                |
| 767024 | 2014 QO474               | 31 agosto 2014    | Pan-STARRS                |
| 767025 | 2014 QS475               | 7 luglio 2014     | Pan-STARRS                |
| 767026 | 2014 QL479               | 26 settembre 2005 | Spacewatch                |
| 767027 | 2014 QP479               | 12 aprile 2005    | Spacewatch                |
| 767028 | 2014 QG484               | 7 gennaio 2006    | Spacewatch                |
| 767029 | 2014 QC485               | 28 luglio 2014    | Pan-STARRS                |
| 767030 | 2014 QC486               | 2 ottobre 2010    | Mount Lemmon Survey       |
| 767031 | 2014 QW486               | 23 settembre 2005 | Spacewatch                |
| 767032 | 2014 QG487               | 12 ottobre 2010   | Mount Lemmon Survey       |
| 767033 | 2014 QW487               | 15 marzo 2012     | Mount Lemmon Survey       |
| 767034 | 2014 QD488               | 23 aprile 2007    | A. Grazian, R. Gredel     |
| 767035 | 2014 QM489               | 12 novembre 2010  | Mount Lemmon Survey       |
| 767036 | 2014 QX489               | 9 febbraio 2008   | Mount Lemmon Survey       |
| 767037 | 2014 QY493               | 7 febbraio 2006   | Mount Lemmon Survey       |
| 767038 | 2014 QL495               | 20 agosto 2014    | Pan-STARRS                |
| 767039 | 2014 QD501               | 20 agosto 2014    | Pan-STARRS                |
| 767040 | 2014 QN504               | 20 agosto 2014    | Pan-STARRS                |
| 767041 | 2014 QU506               | 22 agosto 2014    | Pan-STARRS                |
| 767042 | 2014 QC507               | 28 agosto 2014    | Pan-STARRS                |
| 767043 | 2014 QW507               | 31 agosto 2014    | Mount Lemmon Survey       |
| 767044 | 2014 QW510               | 19 agosto 2014    | CTIO-DECam                |
| 767045 | 2014 QK512               | 27 agosto 2014    | Pan-STARRS                |
| 767046 | 2014 QW514               | 22 agosto 2014    | Pan-STARRS                |
| 767047 | 2014 QX514               | 3 luglio 2014     | Pan-STARRS                |
| 767048 | 2014 QD515               | 4 luglio 2014     | Pan-STARRS                |
| 767049 | 2014 QF515               | 1 luglio 2014     | Pan-STARRS                |
| 767050 | 2014 QN516               | 31 agosto 2014    | Pan-STARRS                |
| 767051 | 2014 QO516               | 4 dicembre 2015   | Mount Lemmon Survey       |
| 767052 | 2014 QA519               | 27 agosto 2014    | Pan-STARRS                |
| 767053 | 2014 QO519               | 28 agosto 2014    | Pan-STARRS                |
| 767054 | 2014 QQ519               | 22 agosto 2014    | Pan-STARRS                |
| 767055 | 2014 QQ521               | 28 agosto 2014    | Pan-STARRS                |
| 767056 | 2014 QB522               | 27 agosto 2014    | Pan-STARRS                |
| 767057 | 2014 QD522               | 31 agosto 2014    | Pan-STARRS                |
| 767058 | 2014 QK522               | 27 agosto 2014    | Pan-STARRS                |
| 767059 | 2014 QO522               | 28 agosto 2014    | Pan-STARRS                |
| 767060 | 2014 QO523               | 3 novembre 2010   | Mount Lemmon Survey       |
| 767061 | 2014 QP523               | 22 agosto 2014    | Pan-STARRS                |
| 767062 | 2014 QX524               | 22 agosto 2014    | Pan-STARRS                |
| 767063 | 2014 QM526               | 31 agosto 2014    | Spacewatch                |
| 767064 | 2014 QA527               | 28 agosto 2014    | Pan-STARRS                |
| 767065 | 2014 QL527               | 30 agosto 2014    | Pan-STARRS                |
| 767066 | 2014 QM528               | 21 agosto 2014    | Pan-STARRS                |
| 767067 | 2014 QP528               | 20 agosto 2014    | Pan-STARRS                |
| 767068 | 2014 QR528               | 25 agosto 2014    | Pan-STARRS                |
| 767069 | 2014 QE533               | 22 agosto 2014    | Pan-STARRS                |
| 767070 | 2014 QD545               | 31 agosto 2014    | Spacewatch                |
| 767071 | 2014 QO547               | 28 agosto 2014    | Pan-STARRS                |
| 767072 | 2014 QP547               | 28 agosto 2014    | Pan-STARRS                |
| 767073 | 2014 QQ547               | 30 agosto 2014    | Mount Lemmon Survey       |
| 767074 | 2014 QV547               | 27 agosto 2014    | Pan-STARRS                |
| 767075 | 2014 QX547               | 28 agosto 2014    | Pan-STARRS                |
| 767076 | 2014 QE548               | 16 agosto 2014    | Pan-STARRS                |
| 767077 | 2014 QT552               | 27 agosto 2014    | Pan-STARRS                |
| 767078 | 2014 QX556               | 27 agosto 2014    | Pan-STARRS                |
| 767079 | 2014 QO557               | 23 agosto 2014    | Pan-STARRS                |
| 767080 | 2014 QY569               | 20 agosto 2014    | Pan-STARRS                |
| 767081 | 2014 QJ576               | 22 agosto 2014    | Pan-STARRS                |
| 767082 | 2014 RR2                 | 17 ottobre 2010   | Mount Lemmon Survey       |
| 767083 | 2014 RS3                 | 4 agosto 2014     | Pan-STARRS                |
| 767084 | 2014 RD6                 | 1 settembre 2014  | Mount Lemmon Survey       |
| 767085 | 2014 RD20                | 28 luglio 2014    | Pan-STARRS                |
| 767086 | 2014 RG20                | 22 gennaio 2012   | Pan-STARRS                |
| 767087 | 2014 RZ23                | 29 ottobre 2010   | Mount Lemmon Survey       |
| 767088 | 2014 RA25                | 9 febbraio 2005   | Spacewatch                |
| 767089 | 2014 RV33                | 25 ottobre 2011   | Pan-STARRS                |
| 767090 | 2014 RC43                | 26 marzo 2007     | Spacewatch                |
| 767091 | 2014 RB44                | 25 giugno 2014    | Mount Lemmon Survey       |
| 767092 | 2014 RP47                | 11 ottobre 2005   | Spacewatch                |
| 767093 | 2014 RS48                | 19 marzo 2013     | Pan-STARRS                |
| 767094 | 2014 RT52                | 9 maggio 2013     | Pan-STARRS                |
| 767095 | 2014 RR53                | 28 luglio 2014    | Pan-STARRS                |
| 767096 | 2014 RB55                | 3 luglio 2014     | Pan-STARRS                |
| 767097 | 2014 RL55                | 27 novembre 2010  | Mount Lemmon Survey       |
| 767098 | 2014 RN55                | 2 dicembre 2005   | Osservatorio di Mauna Kea |
| 767099 | 2014 RG58                | 27 agosto 2014    | Pan-STARRS                |
| 767100 | 2014 RK66                | 18 ottobre 2009   | Mount Lemmon Survey       |

## 767101–767200
| Nome   | Designazione provvisoria | Data di scoperta  | Scopritore                |
| ------ | ------------------------ | ----------------- | ------------------------- |
| 767101 | 2014 RC67                | 2 settembre 2014  | Pan-STARRS                |
| 767102 | 2014 RQ67                | 2 settembre 2014  | Pan-STARRS                |
| 767103 | 2014 RF71                | 14 settembre 2014 | Spacewatch                |
| 767104 | 2014 RJ73                | 2 settembre 2014  | Pan-STARRS                |
| 767105 | 2014 RH74                | 2 settembre 2014  | Pan-STARRS                |
| 767106 | 2014 RL75                | 2 settembre 2014  | Pan-STARRS                |
| 767107 | 2014 RS75                | 2 luglio 2014     | Mount Lemmon Survey       |
| 767108 | 2014 RT75                | 14 settembre 2014 | Mount Lemmon Survey       |
| 767109 | 2014 RE76                | 3 settembre 2014  | Mount Lemmon Survey       |
| 767110 | 2014 RO76                | 15 settembre 2014 | Mount Lemmon Survey       |
| 767111 | 2014 RA78                | 2 settembre 2014  | Pan-STARRS                |
| 767112 | 2014 RQ79                | 2 settembre 2014  | Pan-STARRS                |
| 767113 | 2014 RB83                | 17 ottobre 2010   | Mount Lemmon Survey       |
| 767114 | 2014 RU92                | 2 settembre 2014  | Pan-STARRS                |
| 767115 | 2014 SR2                 | 22 agosto 2014    | Pan-STARRS                |
| 767116 | 2014 SA4                 | 28 giugno 2014    | Pan-STARRS                |
| 767117 | 2014 SW16                | 20 agosto 2014    | Pan-STARRS                |
| 767118 | 2014 SH17                | 17 settembre 2014 | Pan-STARRS                |
| 767119 | 2014 SC19                | 23 febbraio 2012  | Spacewatch                |
| 767120 | 2014 SD20                | 27 marzo 2008     | Mount Lemmon Survey       |
| 767121 | 2014 SV21                | 6 febbraio 2007   | Mount Lemmon Survey       |
| 767122 | 2014 SN22                | 31 agosto 2014    | Pan-STARRS                |
| 767123 | 2014 SY23                | 17 settembre 2014 | Pan-STARRS                |
| 767124 | 2014 SX25                | 28 febbraio 2012  | Pan-STARRS                |
| 767125 | 2014 SH26                | 10 aprile 2013    | Pan-STARRS                |
| 767126 | 2014 SV37                | 7 febbraio 2011   | Mount Lemmon Survey       |
| 767127 | 2014 SW37                | 5 giugno 2013     | Mount Lemmon Survey       |
| 767128 | 2014 SZ44                | 18 aprile 2009    | Mount Lemmon Survey       |
| 767129 | 2014 SG51                | 22 agosto 2014    | Pan-STARRS                |
| 767130 | 2014 SO52                | 14 ottobre 2010   | Mount Lemmon Survey       |
| 767131 | 2014 SF53                | 8 aprile 2008     | Mount Lemmon Survey       |
| 767132 | 2014 SA54                | 27 febbraio 2006  | Spacewatch                |
| 767133 | 2014 SG54                | 3 agosto 2014     | Pan-STARRS                |
| 767134 | 2014 SQ57                | 22 agosto 2014    | Pan-STARRS                |
| 767135 | 2014 SO58                | 12 novembre 2010  | Mount Lemmon Survey       |
| 767136 | 2014 SN59                | 17 settembre 2014 | Pan-STARRS                |
| 767137 | 2014 SB61                | 6 ottobre 2005    | Mount Lemmon Survey       |
| 767138 | 2014 SH61                | 8 maggio 2013     | Pan-STARRS                |
| 767139 | 2014 SS61                | 17 settembre 2014 | Pan-STARRS                |
| 767140 | 2014 SL63                | 2 novembre 2010   | Mount Lemmon Survey       |
| 767141 | 2014 SW64                | 30 settembre 2010 | Mount Lemmon Survey       |
| 767142 | 2014 SB67                | 25 luglio 2014    | Pan-STARRS                |
| 767143 | 2014 SG70                | 28 ottobre 2008   | Spacewatch                |
| 767144 | 2014 SJ70                | 18 settembre 2014 | Pan-STARRS                |
| 767145 | 2014 SY70                | 10 aprile 2013    | Mount Lemmon Survey       |
| 767146 | 2014 SO71                | 18 settembre 2014 | Pan-STARRS                |
| 767147 | 2014 SU72                | 30 luglio 2014    | Spacewatch                |
| 767148 | 2014 SE74                | 12 ottobre 2010   | Mount Lemmon Survey       |
| 767149 | 2014 SP76                | 28 agosto 2014    | Pan-STARRS                |
| 767150 | 2014 SV78                | 11 settembre 2014 | Pan-STARRS                |
| 767151 | 2014 SV80                | 24 settembre 2011 | Pan-STARRS                |
| 767152 | 2014 SJ81                | 28 ottobre 2010   | Mount Lemmon Survey       |
| 767153 | 2014 SR84                | 18 settembre 2014 | Pan-STARRS                |
| 767154 | 2014 SP86                | 18 settembre 2014 | Pan-STARRS                |
| 767155 | 2014 SV86                | 24 dicembre 2005  | Spacewatch                |
| 767156 | 2014 SF89                | 27 agosto 2014    | Pan-STARRS                |
| 767157 | 2014 SV89                | 18 settembre 2014 | Pan-STARRS                |
| 767158 | 2014 ST96                | 16 febbraio 2012  | Pan-STARRS                |
| 767159 | 2014 SL97                | 27 agosto 2014    | Pan-STARRS                |
| 767160 | 2014 SS100               | 27 agosto 2014    | Pan-STARRS                |
| 767161 | 2014 SZ101               | 27 agosto 2014    | Pan-STARRS                |
| 767162 | 2014 SG107               | 27 agosto 2014    | Pan-STARRS                |
| 767163 | 2014 SE114               | 27 agosto 2009    | Spacewatch                |
| 767164 | 2014 SW116               | 18 settembre 2014 | Pan-STARRS                |
| 767165 | 2014 SH118               | 29 settembre 2000 | Spacewatch                |
| 767166 | 2014 SN122               | 23 ottobre 2003   | LONEOS                    |
| 767167 | 2014 SP123               | 18 settembre 2014 | Pan-STARRS                |
| 767168 | 2014 SS125               | 18 settembre 2014 | Pan-STARRS                |
| 767169 | 2014 SZ127               | 12 ottobre 2010   | Mount Lemmon Survey       |
| 767170 | 2014 SL130               | 3 novembre 2005   | Spacewatch                |
| 767171 | 2014 SH132               | 12 novembre 2007  | Mount Lemmon Survey       |
| 767172 | 2014 SF135               | 18 settembre 2014 | Pan-STARRS                |
| 767173 | 2014 SJ140               | 3 agosto 2014     | Pan-STARRS                |
| 767174 | 2014 SY145               | 22 agosto 2014    | Pan-STARRS                |
| 767175 | 2014 SC150               | 13 dicembre 2010  | Mount Lemmon Survey       |
| 767176 | 2014 SY154               | 19 settembre 2014 | Pan-STARRS                |
| 767177 | 2014 SR158               | 28 febbraio 2008  | Spacewatch                |
| 767178 | 2014 SS167               | 20 settembre 2014 | Mount Lemmon Survey       |
| 767179 | 2014 SY173               | 25 novembre 2005  | Mount Lemmon Survey       |
| 767180 | 2014 SO174               | 30 luglio 2014    | Pan-STARRS                |
| 767181 | 2014 SX175               | 30 luglio 2014    | Pan-STARRS                |
| 767182 | 2014 SQ178               | 20 settembre 2014 | Pan-STARRS                |
| 767183 | 2014 SJ181               | 28 agosto 2014    | Spacewatch                |
| 767184 | 2014 SQ181               | 27 agosto 2014    | Pan-STARRS                |
| 767185 | 2014 SX182               | 2 dicembre 2010   | Mount Lemmon Survey       |
| 767186 | 2014 SW185               | 27 agosto 2014    | Pan-STARRS                |
| 767187 | 2014 SP187               | 27 agosto 2014    | Pan-STARRS                |
| 767188 | 2014 SO188               | 31 marzo 2008     | Mount Lemmon Survey       |
| 767189 | 2014 SP189               | 14 dicembre 2010  | Mount Lemmon Survey       |
| 767190 | 2014 SR191               | 30 dicembre 1999  | C. Veillet                |
| 767191 | 2014 SU192               | 28 agosto 2014    | Spacewatch                |
| 767192 | 2014 ST193               | 12 ottobre 2010   | Mount Lemmon Survey       |
| 767193 | 2014 SY194               | 9 novembre 2009   | Mount Lemmon Survey       |
| 767194 | 2014 SQ195               | 25 agosto 2014    | Pan-STARRS                |
| 767195 | 2014 ST196               | 20 settembre 2014 | Pan-STARRS                |
| 767196 | 2014 SU197               | 14 febbraio 2007  | Osservatorio di Mauna Kea |
| 767197 | 2014 SY197               | 31 luglio 2014    | Pan-STARRS                |
| 767198 | 2014 SK199               | 20 settembre 2014 | Pan-STARRS                |
| 767199 | 2014 SH217               | 4 settembre 2014  | Pan-STARRS                |
| 767200 | 2014 SM220               | 20 settembre 2014 | Pan-STARRS                |

## 767201–767300
| Nome   | Designazione provvisoria | Data di scoperta  | Scopritore                  |
| ------ | ------------------------ | ----------------- | --------------------------- |
| 767201 | 2014 SP224               | 27 agosto 2014    | Pan-STARRS                  |
| 767202 | 2014 SB226               | 18 settembre 2014 | Pan-STARRS                  |
| 767203 | 2014 SE229               | 19 settembre 2014 | Pan-STARRS                  |
| 767204 | 2014 SP231               | 19 settembre 2014 | Pan-STARRS                  |
| 767205 | 2014 SG233               | 19 settembre 2014 | Pan-STARRS                  |
| 767206 | 2014 SY233               | 19 settembre 2014 | Pan-STARRS                  |
| 767207 | 2014 SO235               | 20 settembre 2014 | Pan-STARRS                  |
| 767208 | 2014 SK236               | 9 aprile 2013     | Pan-STARRS                  |
| 767209 | 2014 ST241               | 13 dicembre 2010  | L. Wells, M. Micheli        |
| 767210 | 2014 SZ241               | 20 agosto 2014    | Pan-STARRS                  |
| 767211 | 2014 SC243               | 10 gennaio 2011   | Mount Lemmon Survey         |
| 767212 | 2014 SG245               | 14 aprile 2004    | Spacewatch                  |
| 767213 | 2014 SH246               | 22 settembre 2014 | Pan-STARRS                  |
| 767214 | 2014 SL256               | 14 settembre 2014 | Mount Lemmon Survey         |
| 767215 | 2014 SL269               | 27 agosto 2014    | Pan-STARRS                  |
| 767216 | 2014 SU272               | 20 settembre 2014 | Pan-STARRS                  |
| 767217 | 2014 SL276               | 10 maggio 2007    | Mount Lemmon Survey         |
| 767218 | 2014 SX278               | 28 agosto 2014    | Pan-STARRS                  |
| 767219 | 2014 SN282               | 29 marzo 2011     | Spacewatch                  |
| 767220 | 2014 SE284               | 2 settembre 2014  | Pan-STARRS                  |
| 767221 | 2014 SK285               | 2 settembre 2014  | Pan-STARRS                  |
| 767222 | 2014 SP286               | 14 settembre 2014 | Pan-STARRS                  |
| 767223 | 2014 SG291               | 31 agosto 2014    | Pan-STARRS                  |
| 767224 | 2014 SU291               | 11 ottobre 2005   | Spacewatch                  |
| 767225 | 2014 SY292               | 24 settembre 2014 | Mount Lemmon Survey         |
| 767226 | 2014 SZ293               | 20 settembre 2014 | Mount Lemmon Survey         |
| 767227 | 2014 SX294               | 25 settembre 2014 | Mount Lemmon Survey         |
| 767228 | 2014 SW295               | 19 gennaio 2012   | Mount Lemmon Survey         |
| 767229 | 2014 SC296               | 25 settembre 2014 | Mount Lemmon Survey         |
| 767230 | 2014 SW297               | 25 settembre 2014 | Spacewatch                  |
| 767231 | 2014 SL298               | 25 settembre 2014 | Spacewatch                  |
| 767232 | 2014 SN315               | 26 settembre 2014 | Spacewatch                  |
| 767233 | 2014 SA317               | 18 settembre 2014 | Pan-STARRS                  |
| 767234 | 2014 SM317               | 19 settembre 2014 | Pan-STARRS                  |
| 767235 | 2014 SA329               | 25 novembre 2005  | Mount Lemmon Survey         |
| 767236 | 2014 SF329               | 18 giugno 2013    | Pan-STARRS                  |
| 767237 | 2014 SP347               | 30 settembre 2014 | Spacewatch                  |
| 767238 | 2014 SP352               | 20 settembre 2014 | Pan-STARRS                  |
| 767239 | 2014 SH355               | 11 ottobre 2009   | Mount Lemmon Survey         |
| 767240 | 2014 SH358               | 7 novembre 2010   | Mount Lemmon Survey         |
| 767241 | 2014 SX358               | 19 settembre 2014 | Pan-STARRS                  |
| 767242 | 2014 SC359               | 19 settembre 2014 | Pan-STARRS                  |
| 767243 | 2014 SM360               | 20 settembre 2014 | Pan-STARRS                  |
| 767244 | 2014 SO360               | 19 settembre 2009 | Mount Lemmon Survey         |
| 767245 | 2014 SQ362               | 29 ottobre 2008   | Spacewatch                  |
| 767246 | 2014 SU365               | 23 settembre 2015 | Pan-STARRS                  |
| 767247 | 2014 SM366               | 22 settembre 2014 | Pan-STARRS                  |
| 767248 | 2014 SR366               | 17 settembre 2014 | Pan-STARRS                  |
| 767249 | 2014 SE367               | 1 dicembre 2015   | Spacewatch                  |
| 767250 | 2014 SV370               | 5 marzo 2017      | Pan-STARRS                  |
| 767251 | 2014 SU375               | 3 aprile 2017     | Pan-STARRS                  |
| 767252 | 2014 SQ377               | 19 settembre 2014 | Pan-STARRS                  |
| 767253 | 2014 ST377               | 22 settembre 2014 | Pan-STARRS                  |
| 767254 | 2014 SJ378               | 21 settembre 2014 | S. S. Sheppard, C. Trujillo |
| 767255 | 2014 SP378               | 19 settembre 2014 | Pan-STARRS                  |
| 767256 | 2014 SU378               | 28 settembre 2014 | Pan-STARRS                  |
| 767257 | 2014 SC380               | 29 settembre 2014 | Pan-STARRS                  |
| 767258 | 2014 SK380               | 22 settembre 2014 | Pan-STARRS                  |
| 767259 | 2014 SA381               | 19 settembre 2014 | Pan-STARRS                  |
| 767260 | 2014 SC381               | 19 settembre 2014 | Pan-STARRS                  |
| 767261 | 2014 SM381               | 19 settembre 2014 | Pan-STARRS                  |
| 767262 | 2014 SB382               | 28 settembre 2014 | Pan-STARRS                  |
| 767263 | 2014 SM382               | 23 settembre 2014 | Pan-STARRS                  |
| 767264 | 2014 SO382               | 18 settembre 2014 | Pan-STARRS                  |
| 767265 | 2014 SE383               | 23 settembre 2014 | Mount Lemmon Survey         |
| 767266 | 2014 SF383               | 18 settembre 2014 | Pan-STARRS                  |
| 767267 | 2014 SG387               | 20 settembre 2014 | Pan-STARRS                  |
| 767268 | 2014 SG388               | 18 settembre 2014 | Pan-STARRS                  |
| 767269 | 2014 SR394               | 27 ottobre 2009   | Mount Lemmon Survey         |
| 767270 | 2014 SE395               | 25 settembre 2014 | Mount Lemmon Survey         |
| 767271 | 2014 SS395               | 22 settembre 2014 | Spacewatch                  |
| 767272 | 2014 SX397               | 24 settembre 2014 | Mount Lemmon Survey         |
| 767273 | 2014 SQ398               | 29 settembre 2014 | Székely, P.                 |
| 767274 | 2014 SC408               | 20 settembre 2014 | Pan-STARRS                  |
| 767275 | 2014 SJ408               | 20 settembre 2014 | Pan-STARRS                  |
| 767276 | 2014 SX408               | 24 settembre 2014 | Mount Lemmon Survey         |
| 767277 | 2014 SH410               | 19 settembre 2014 | Pan-STARRS                  |
| 767278 | 2014 SJ410               | 20 settembre 2014 | Pan-STARRS                  |
| 767279 | 2014 SA417               | 23 settembre 2014 | Mount Lemmon Survey         |
| 767280 | 2014 SY419               | 25 settembre 2014 | Mount Lemmon Survey         |
| 767281 | 2014 SU420               | 18 settembre 2014 | Pan-STARRS                  |
| 767282 | 2014 TJ1                 | 2 settembre 2014  | Pan-STARRS                  |
| 767283 | 2014 TP15                | 1 ottobre 2014    | Pan-STARRS                  |
| 767284 | 2014 TV17                | 1 ottobre 2014    | Pan-STARRS                  |
| 767285 | 2014 TD45                | 22 settembre 2003 | Spacewatch                  |
| 767286 | 2014 TV46                | 13 ottobre 2014   | Mount Lemmon Survey         |
| 767287 | 2014 TV50                | 1 ottobre 2014    | Pan-STARRS                  |
| 767288 | 2014 TQ54                | 31 agosto 2014    | Pan-STARRS                  |
| 767289 | 2014 TR55                | 8 luglio 2010     | Spacewatch                  |
| 767290 | 2014 TJ56                | 15 ottobre 2014   | Mount Lemmon Survey         |
| 767291 | 2014 TL56                | 15 ottobre 2014   | Mount Lemmon Survey         |
| 767292 | 2014 TU66                | 31 agosto 2014    | Pan-STARRS                  |
| 767293 | 2014 TG67                | 21 ottobre 2009   | Mount Lemmon Survey         |
| 767294 | 2014 TF73                | 29 gennaio 2009   | Spacewatch                  |
| 767295 | 2014 TR73                | 15 ottobre 2014   | Spacewatch                  |
| 767296 | 2014 TZ75                | 1 novembre 2010   | Mount Lemmon Survey         |
| 767297 | 2014 TL77                | 17 marzo 2001     | Spacewatch                  |
| 767298 | 2014 TT77                | 29 settembre 2014 | Pan-STARRS                  |
| 767299 | 2014 TX79                | 17 aprile 2013    | CTIO-DECam                  |
| 767300 | 2014 TH80                | 1 ottobre 2014    | Pan-STARRS                  |

## 767301–767400
| Nome   | Designazione provvisoria | Data di scoperta  | Scopritore                   |
| ------ | ------------------------ | ----------------- | ---------------------------- |
| 767301 | 2014 TE81                | 27 gennaio 2007   | Mount Lemmon Survey          |
| 767302 | 2014 TM81                | 11 ottobre 2009   | N. Hashimoto, S. Urakawa     |
| 767303 | 2014 TN86                | 16 ottobre 2009   | Mount Lemmon Survey          |
| 767304 | 2014 TP89                | 16 ottobre 2009   | Mount Lemmon Survey          |
| 767305 | 2014 TX91                | 1 ottobre 2014    | Pan-STARRS                   |
| 767306 | 2014 TZ91                | 1 ottobre 2014    | Pan-STARRS                   |
| 767307 | 2014 TK92                | 2 ottobre 2014    | Pan-STARRS                   |
| 767308 | 2014 TA94                | 7 novembre 2010   | Mount Lemmon Survey          |
| 767309 | 2014 TB94                | 4 ottobre 2014    | Spacewatch                   |
| 767310 | 2014 TG94                | 5 febbraio 2011   | Pan-STARRS                   |
| 767311 | 2014 TN94                | 5 ottobre 2014    | Mount Lemmon Survey          |
| 767312 | 2014 TS94                | 7 ottobre 2014    | Pan-STARRS                   |
| 767313 | 2014 TE96                | 2 ottobre 2014    | Mount Lemmon Survey          |
| 767314 | 2014 TX96                | 3 ottobre 2014    | Mount Lemmon Survey          |
| 767315 | 2014 TF97                | 2 ottobre 2014    | Pan-STARRS                   |
| 767316 | 2014 TA98                | 12 ottobre 2014   | Mount Lemmon Survey          |
| 767317 | 2014 TC98                | 20 marzo 2017     | Pan-STARRS                   |
| 767318 | 2014 TK98                | 1 ottobre 2014    | Pan-STARRS                   |
| 767319 | 2014 TZ98                | 3 ottobre 2014    | Mount Lemmon Survey          |
| 767320 | 2014 TP99                | 2 ottobre 2014    | Pan-STARRS                   |
| 767321 | 2014 TJ100               | 3 ottobre 2014    | Ramsay, G., O. Vaduvescu     |
| 767322 | 2014 TX101               | 3 ottobre 2014    | Mount Lemmon Survey          |
| 767323 | 2014 TX102               | 5 ottobre 2014    | Spacewatch                   |
| 767324 | 2014 TV104               | 1 ottobre 2014    | Pan-STARRS                   |
| 767325 | 2014 TC105               | 14 ottobre 2014   | Mount Lemmon Survey          |
| 767326 | 2014 TS107               | 1 ottobre 2014    | Pan-STARRS                   |
| 767327 | 2014 TK111               | 3 ottobre 2014    | Ramsay, G., O. Vaduvescu     |
| 767328 | 2014 TS112               | 4 ottobre 2006    | Mount Lemmon Survey          |
| 767329 | 2014 TO113               | 1 ottobre 2014    | Pan-STARRS                   |
| 767330 | 2014 TL117               | 1 ottobre 2014    | Pan-STARRS                   |
| 767331 | 2014 TZ123               | 14 ottobre 2014   | Mount Lemmon Survey          |
| 767332 | 2014 UD9                 | 16 ottobre 2014   | M. Schwartz, P. R. Holvorcem |
| 767333 | 2014 UY9                 | 15 settembre 2009 | Spacewatch                   |
| 767334 | 2014 US11                | 17 ottobre 2014   | Spacewatch                   |
| 767335 | 2014 UM17                | 14 luglio 2013    | Pan-STARRS                   |
| 767336 | 2014 UP20                | 16 giugno 2010    | Mount Lemmon Survey          |
| 767337 | 2014 UL30                | 24 settembre 2014 | Mount Lemmon Survey          |
| 767338 | 2014 UP40                | 22 settembre 2014 | Pan-STARRS                   |
| 767339 | 2014 UY40                | 9 marzo 2007      | Mount Lemmon Survey          |
| 767340 | 2014 UU48                | 26 agosto 2000    | DES                          |
| 767341 | 2014 UV54                | 23 ottobre 2014   | Spacewatch                   |
| 767342 | 2014 UJ58                | 18 ottobre 2014   | Mount Lemmon Survey          |
| 767343 | 2014 UH59                | 18 ottobre 2014   | Mount Lemmon Survey          |
| 767344 | 2014 UC62                | 13 settembre 2007 | Mount Lemmon Survey          |
| 767345 | 2014 UG64                | 20 settembre 2003 | Spacewatch                   |
| 767346 | 2014 UO69                | 21 ottobre 2014   | Mount Lemmon Survey          |
| 767347 | 2014 UA79                | 2 settembre 2014  | Pan-STARRS                   |
| 767348 | 2014 UJ79                | 5 ottobre 2014    | Spacewatch                   |
| 767349 | 2014 UG81                | 25 febbraio 2011  | Spacewatch                   |
| 767350 | 2014 UL81                | 24 agosto 2008    | Spacewatch                   |
| 767351 | 2014 UV81                | 25 agosto 2014    | Pan-STARRS                   |
| 767352 | 2014 UL88                | 23 settembre 2008 | Spacewatch                   |
| 767353 | 2014 UT94                | 30 settembre 2014 | Mount Lemmon Survey          |
| 767354 | 2014 UQ95                | 31 agosto 2014    | Pan-STARRS                   |
| 767355 | 2014 UR97                | 22 maggio 2001    | DES                          |
| 767356 | 2014 UT101               | 14 settembre 2014 | Spacewatch                   |
| 767357 | 2014 UH105               | 7 settembre 2014  | Pan-STARRS                   |
| 767358 | 2014 UJ118               | 21 ottobre 2014   | Mount Lemmon Survey          |
| 767359 | 2014 UL118               | 25 settembre 2014 | CSS                          |
| 767360 | 2014 UG119               | 18 ottobre 2009   | Mount Lemmon Survey          |
| 767361 | 2014 UH123               | 22 ottobre 2014   | Mount Lemmon Survey          |
| 767362 | 2014 UY128               | 17 giugno 2010    | Mount Lemmon Survey          |
| 767363 | 2014 UP130               | 23 settembre 2008 | Spacewatch                   |
| 767364 | 2014 UK131               | 30 ottobre 2005   | Spacewatch                   |
| 767365 | 2014 UJ133               | 24 ottobre 2014   | Spacewatch                   |
| 767366 | 2014 UX136               | 24 ottobre 2014   | Spacewatch                   |
| 767367 | 2014 UW139               | 10 agosto 2007    | Spacewatch                   |
| 767368 | 2014 UO141               | 3 settembre 2014  | Spacewatch                   |
| 767369 | 2014 UJ145               | 25 ottobre 2014   | Mount Lemmon Survey          |
| 767370 | 2014 UL145               | 25 ottobre 2014   | Mount Lemmon Survey          |
| 767371 | 2014 UA149               | 25 ottobre 2014   | Spacewatch                   |
| 767372 | 2014 UP152               | 9 novembre 2007   | Spacewatch                   |
| 767373 | 2014 UT159               | 25 ottobre 2014   | Pan-STARRS                   |
| 767374 | 2014 UQ164               | 15 marzo 2012     | Mount Lemmon Survey          |
| 767375 | 2014 UV173               | 28 ottobre 2014   | Mount Lemmon Survey          |
| 767376 | 2014 UB175               | 19 marzo 2013     | Pan-STARRS                   |
| 767377 | 2014 UK176               | 1 ottobre 2014    | Pan-STARRS                   |
| 767378 | 2014 UV179               | 31 agosto 2014    | Pan-STARRS                   |
| 767379 | 2014 UO187               | 16 settembre 2009 | Spacewatch                   |
| 767380 | 2014 UJ197               | 16 ottobre 2014   | Mount Lemmon Survey          |
| 767381 | 2014 UN198               | 30 settembre 2009 | Mount Lemmon Survey          |
| 767382 | 2014 UG201               | 2 ottobre 2014    | Pan-STARRS                   |
| 767383 | 2014 UU205               | 24 ottobre 2014   | Spacewatch                   |
| 767384 | 2014 UO208               | 9 settembre 2007  | Spacewatch                   |
| 767385 | 2014 UR233               | 17 ottobre 2014   | Spacewatch                   |
| 767386 | 2014 UE238               | 23 settembre 2008 | Spacewatch                   |
| 767387 | 2014 UJ238               | 28 ottobre 2014   | Pan-STARRS                   |
| 767388 | 2014 UL238               | 28 ottobre 2014   | Pan-STARRS                   |
| 767389 | 2014 UB239               | 28 ottobre 2014   | Pan-STARRS                   |
| 767390 | 2014 UH239               | 29 ottobre 2014   | Pan-STARRS                   |
| 767391 | 2014 UO239               | 10 febbraio 2011  | Mount Lemmon Survey          |
| 767392 | 2014 UC240               | 5 dicembre 2010   | Mount Lemmon Survey          |
| 767393 | 2014 UG240               | 30 ottobre 2014   | Spacewatch                   |
| 767394 | 2014 UE242               | 22 ottobre 2014   | Mount Lemmon Survey          |
| 767395 | 2014 UY242               | 27 gennaio 2016   | Pan-STARRS                   |
| 767396 | 2014 UA243               | 16 aprile 2013    | CTIO-DECam                   |
| 767397 | 2014 US243               | 26 ottobre 2014   | Pan-STARRS                   |
| 767398 | 2014 UN246               | 26 ottobre 2014   | Pan-STARRS                   |
| 767399 | 2014 US252               | 25 aprile 2017    | Pan-STARRS                   |
| 767400 | 2014 UH255               | 28 ottobre 2014   | Pan-STARRS                   |

## 767401–767500
| Nome   | Designazione provvisoria | Data di scoperta  | Scopritore          |
| ------ | ------------------------ | ----------------- | ------------------- |
| 767401 | 2014 UQ255               | 8 febbraio 2011   | Mount Lemmon Survey |
| 767402 | 2014 UH258               | 25 ottobre 2014   | Mount Lemmon Survey |
| 767403 | 2014 UT258               | 25 ottobre 2014   | Pan-STARRS          |
| 767404 | 2014 UX258               | 25 ottobre 2014   | Mount Lemmon Survey |
| 767405 | 2014 UY258               | 25 ottobre 2014   | Pan-STARRS          |
| 767406 | 2014 UW259               | 24 ottobre 2014   | Mount Lemmon Survey |
| 767407 | 2014 UD261               | 25 ottobre 2014   | Pan-STARRS          |
| 767408 | 2014 UY262               | 31 ottobre 2014   | Spacewatch          |
| 767409 | 2014 UG263               | 28 ottobre 2014   | Pan-STARRS          |
| 767410 | 2014 UW263               | 17 ottobre 2014   | Mount Lemmon Survey |
| 767411 | 2014 UR265               | 25 ottobre 2014   | Pan-STARRS          |
| 767412 | 2014 UR268               | 26 ottobre 2014   | Pan-STARRS          |
| 767413 | 2014 UU269               | 28 ottobre 2014   | Pan-STARRS          |
| 767414 | 2014 UA271               | 30 ottobre 2014   | Mount Lemmon Survey |
| 767415 | 2014 UC271               | 29 ottobre 2014   | Pan-STARRS          |
| 767416 | 2014 UJ272               | 29 ottobre 2014   | Spacewatch          |
| 767417 | 2014 UH273               | 24 ottobre 2014   | Spacewatch          |
| 767418 | 2014 UA274               | 24 ottobre 2014   | Spacewatch          |
| 767419 | 2014 UB278               | 23 ottobre 2014   | Spacewatch          |
| 767420 | 2014 UW289               | 29 ottobre 2014   | Pan-STARRS          |
| 767421 | 2014 UE290               | 25 ottobre 2014   | Mount Lemmon Survey |
| 767422 | 2014 VO7                 | 21 ottobre 2014   | Mount Lemmon Survey |
| 767423 | 2014 VQ11                | 30 ottobre 2014   | Pan-STARRS          |
| 767424 | 2014 VH16                | 18 ottobre 2014   | Mount Lemmon Survey |
| 767425 | 2014 VU20                | 9 febbraio 2008   | Spacewatch          |
| 767426 | 2014 VM31                | 14 novembre 2014  | Spacewatch          |
| 767427 | 2014 VN35                | 29 ottobre 2014   | Spacewatch          |
| 767428 | 2014 VV41                | 15 novembre 2014  | Mount Lemmon Survey |
| 767429 | 2014 WP1                 | 8 maggio 2013     | Pan-STARRS          |
| 767430 | 2014 WY1                 | 17 novembre 2009  | Spacewatch          |
| 767431 | 2014 WD9                 | 2 febbraio 2009   | Spacewatch          |
| 767432 | 2014 WP13                | 14 ottobre 2009   | Mount Lemmon Survey |
| 767433 | 2014 WG18                | 16 novembre 2014  | Mount Lemmon Survey |
| 767434 | 2014 WL20                | 24 ottobre 2014   | Spacewatch          |
| 767435 | 2014 WQ21                | 21 settembre 2008 | Mount Lemmon Survey |
| 767436 | 2014 WZ25                | 17 novembre 2014  | Mount Lemmon Survey |
| 767437 | 2014 WJ26                | 14 settembre 2007 | Mount Lemmon Survey |
| 767438 | 2014 WQ28                | 25 ottobre 2014   | Pan-STARRS          |
| 767439 | 2014 WC30                | 17 novembre 2014  | Mount Lemmon Survey |
| 767440 | 2014 WE33                | 28 ottobre 2014   | Pan-STARRS          |
| 767441 | 2014 WH33                | 3 gennaio 2011    | Mount Lemmon Survey |
| 767442 | 2014 WF37                | 14 dicembre 2010  | Mount Lemmon Survey |
| 767443 | 2014 WN38                | 17 novembre 2014  | Pan-STARRS          |
| 767444 | 2014 WA39                | 17 novembre 2014  | Pan-STARRS          |
| 767445 | 2014 WU39                | 24 settembre 2014 | Mount Lemmon Survey |
| 767446 | 2014 WY42                | 31 agosto 2014    | Pan-STARRS          |
| 767447 | 2014 WC43                | 27 settembre 2005 | Spacewatch          |
| 767448 | 2014 WM44                | 21 aprile 2013    | Mount Lemmon Survey |
| 767449 | 2014 WY45                | 7 febbraio 2011   | Mount Lemmon Survey |
| 767450 | 2014 WA46                | 20 settembre 2009 | Spacewatch          |
| 767451 | 2014 WG54                | 23 ottobre 2014   | Spacewatch          |
| 767452 | 2014 WW57                | 17 novembre 2014  | Mount Lemmon Survey |
| 767453 | 2014 WP59                | 2 gennaio 2012    | Spacewatch          |
| 767454 | 2014 WU59                | 17 novembre 2014  | Pan-STARRS          |
| 767455 | 2014 WS62                | 15 settembre 2010 | Mount Lemmon Survey |
| 767456 | 2014 WC65                | 17 novembre 2014  | Pan-STARRS          |
| 767457 | 2014 WV65                | 2 gennaio 2012    | Mount Lemmon Survey |
| 767458 | 2014 WZ70                | 28 gennaio 2011   | Mount Lemmon Survey |
| 767459 | 2014 WS71                | 3 ottobre 2014    | Mount Lemmon Survey |
| 767460 | 2014 WM74                | 22 ottobre 2014   | Mount Lemmon Survey |
| 767461 | 2014 WO76                | 17 novembre 2014  | Mount Lemmon Survey |
| 767462 | 2014 WB81                | 19 aprile 2012    | Spacewatch          |
| 767463 | 2014 WJ84                | 17 novembre 2014  | Mount Lemmon Survey |
| 767464 | 2014 WG87                | 25 ottobre 2014   | Pan-STARRS          |
| 767465 | 2014 WQ90                | 6 marzo 2011      | Mount Lemmon Survey |
| 767466 | 2014 WG91                | 10 maggio 2007    | Mount Lemmon Survey |
| 767467 | 2014 WW91                | 22 ottobre 2003   | Spacewatch          |
| 767468 | 2014 WP94                | 9 aprile 2010     | Spacewatch          |
| 767469 | 2014 WB95                | 17 novembre 2014  | Mount Lemmon Survey |
| 767470 | 2014 WY95                | 1 luglio 2008     | Spacewatch          |
| 767471 | 2014 WV96                | 17 novembre 2014  | Mount Lemmon Survey |
| 767472 | 2014 WM97                | 11 settembre 2007 | Mount Lemmon Survey |
| 767473 | 2014 WT98                | 19 marzo 2013     | Pan-STARRS          |
| 767474 | 2014 WB99                | 27 febbraio 2012  | Spacewatch          |
| 767475 | 2014 WD100               | 17 novembre 2014  | Mount Lemmon Survey |
| 767476 | 2014 WE100               | 4 febbraio 2009   | Mount Lemmon Survey |
| 767477 | 2014 WD101               | 17 novembre 2014  | Mount Lemmon Survey |
| 767478 | 2014 WN101               | 17 novembre 2014  | Mount Lemmon Survey |
| 767479 | 2014 WU108               | 25 ottobre 2014   | Pan-STARRS          |
| 767480 | 2014 WC109               | 18 novembre 2014  | Pan-STARRS          |
| 767481 | 2014 WE112               | 31 agosto 2014    | Pan-STARRS          |
| 767482 | 2014 WM113               | 30 settembre 2014 | CSS                 |
| 767483 | 2014 WZ118               | 20 novembre 2014  | Mount Lemmon Survey |
| 767484 | 2014 WT126               | 16 novembre 2014  | Mount Lemmon Survey |
| 767485 | 2014 WL133               | 17 novembre 2014  | Pan-STARRS          |
| 767486 | 2014 WP134               | 23 ottobre 2014   | Spacewatch          |
| 767487 | 2014 WV135               | 20 ottobre 2014   | Spacewatch          |
| 767488 | 2014 WX135               | 17 novembre 2014  | Pan-STARRS          |
| 767489 | 2014 WU136               | 20 ottobre 2008   | Mount Lemmon Survey |
| 767490 | 2014 WK142               | 17 novembre 2014  | Pan-STARRS          |
| 767491 | 2014 WU148               | 17 novembre 2014  | Pan-STARRS          |
| 767492 | 2014 WO149               | 25 ottobre 2014   | Mount Lemmon Survey |
| 767493 | 2014 WQ149               | 31 dicembre 2011  | Mount Lemmon Survey |
| 767494 | 2014 WO152               | 15 ottobre 2014   | Spacewatch          |
| 767495 | 2014 WF153               | 15 ottobre 2014   | Spacewatch          |
| 767496 | 2014 WS153               | 10 novembre 2009  | Spacewatch          |
| 767497 | 2014 WX154               | 27 ottobre 2009   | Spacewatch          |
| 767498 | 2014 WJ156               | 8 febbraio 2011   | Mount Lemmon Survey |
| 767499 | 2014 WW162               | 20 ottobre 2014   | Mount Lemmon Survey |
| 767500 | 2014 WC165               | 1 gennaio 2008    | Spacewatch          |

## 767501–767600
| Nome   | Designazione provvisoria | Data di scoperta  | Scopritore          |
| ------ | ------------------------ | ----------------- | ------------------- |
| 767501 | 2014 WB171               | 31 agosto 2014    | Pan-STARRS          |
| 767502 | 2014 WO177               | 5 ottobre 2014    | Spacewatch          |
| 767503 | 2014 WR177               | 12 novembre 2005  | Spacewatch          |
| 767504 | 2014 WU181               | 25 agosto 2014    | Pan-STARRS          |
| 767505 | 2014 WX181               | 25 dicembre 2011  | Spacewatch          |
| 767506 | 2014 WD183               | 16 maggio 2013    | Mount Lemmon Survey |
| 767507 | 2014 WL184               | 8 ottobre 2007    | CSS                 |
| 767508 | 2014 WV185               | 20 novembre 2014  | Mount Lemmon Survey |
| 767509 | 2014 WS186               | 18 settembre 1995 | Spacewatch          |
| 767510 | 2014 WB188               | 20 novembre 2014  | Pan-STARRS          |
| 767511 | 2014 WD191               | 20 novembre 2014  | Pan-STARRS          |
| 767512 | 2014 WV193               | 21 novembre 2014  | Mount Lemmon Survey |
| 767513 | 2014 WA194               | 21 novembre 2014  | Mount Lemmon Survey |
| 767514 | 2014 WH195               | 21 novembre 2014  | Mount Lemmon Survey |
| 767515 | 2014 WJ198               | 21 novembre 2014  | Pan-STARRS          |
| 767516 | 2014 WM198               | 21 novembre 2014  | Pan-STARRS          |
| 767517 | 2014 WP198               | 17 maggio 2012    | W. Bickel           |
| 767518 | 2014 WS204               | 27 aprile 2012    | Pan-STARRS          |
| 767519 | 2014 WD208               | 18 dicembre 2009  | Mount Lemmon Survey |
| 767520 | 2014 WX208               | 17 novembre 2014  | Pan-STARRS          |
| 767521 | 2014 WN210               | 17 novembre 2014  | Pan-STARRS          |
| 767522 | 2014 WX210               | 17 novembre 2014  | Pan-STARRS          |
| 767523 | 2014 WA211               | 17 novembre 2014  | Pan-STARRS          |
| 767524 | 2014 WB213               | 31 gennaio 2006   | Spacewatch          |
| 767525 | 2014 WK213               | 30 gennaio 2011   | Spacewatch          |
| 767526 | 2014 WF216               | 20 ottobre 2003   | Spacewatch          |
| 767527 | 2014 WU216               | 25 ottobre 2014   | Pan-STARRS          |
| 767528 | 2014 WN219               | 17 novembre 2014  | Mount Lemmon Survey |
| 767529 | 2014 WG220               | 13 novembre 2014  | Spacewatch          |
| 767530 | 2014 WM221               | 14 settembre 2013 | Pan-STARRS          |
| 767531 | 2014 WY221               | 18 novembre 2014  | Pan-STARRS          |
| 767532 | 2014 WE224               | 18 novembre 2014  | Pan-STARRS          |
| 767533 | 2014 WU227               | 18 novembre 2014  | Pan-STARRS          |
| 767534 | 2014 WA228               | 16 luglio 2013    | Pan-STARRS          |
| 767535 | 2014 WG229               | 25 ottobre 2014   | Pan-STARRS          |
| 767536 | 2014 WR229               | 31 marzo 2013     | Mount Lemmon Survey |
| 767537 | 2014 WU233               | 20 novembre 2014  | Spacewatch          |
| 767538 | 2014 WP236               | 5 marzo 2006      | Spacewatch          |
| 767539 | 2014 WJ241               | 9 agosto 2013     | Pan-STARRS          |
| 767540 | 2014 WP251               | 24 settembre 2014 | CSS                 |
| 767541 | 2014 WB253               | 31 agosto 2014    | Pan-STARRS          |
| 767542 | 2014 WJ254               | 21 novembre 2014  | Pan-STARRS          |
| 767543 | 2014 WF255               | 21 novembre 2014  | Pan-STARRS          |
| 767544 | 2014 WX258               | 15 febbraio 2010  | Spacewatch          |
| 767545 | 2014 WP259               | 18 ottobre 2014   | Mount Lemmon Survey |
| 767546 | 2014 WZ259               | 17 ottobre 2009   | Mount Lemmon Survey |
| 767547 | 2014 WA260               | 21 novembre 2014  | Pan-STARRS          |
| 767548 | 2014 WN261               | 20 settembre 2014 | Pan-STARRS          |
| 767549 | 2014 WR267               | 21 novembre 2014  | Pan-STARRS          |
| 767550 | 2014 WY268               | 21 novembre 2014  | Pan-STARRS          |
| 767551 | 2014 WC269               | 21 novembre 2014  | Pan-STARRS          |
| 767552 | 2014 WF271               | 4 settembre 2014  | Pan-STARRS          |
| 767553 | 2014 WK271               | 21 novembre 2014  | Pan-STARRS          |
| 767554 | 2014 WE272               | 21 novembre 2014  | Pan-STARRS          |
| 767555 | 2014 WM276               | 21 novembre 2014  | Pan-STARRS          |
| 767556 | 2014 WX279               | 18 settembre 2007 | Mount Lemmon Survey |
| 767557 | 2014 WR282               | 21 novembre 2014  | Pan-STARRS          |
| 767558 | 2014 WE283               | 21 maggio 2012    | Pan-STARRS          |
| 767559 | 2014 WO285               | 20 settembre 2014 | Pan-STARRS          |
| 767560 | 2014 WV285               | 1 novembre 2013   | Mount Lemmon Survey |
| 767561 | 2014 WR286               | 4 settembre 2014  | Pan-STARRS          |
| 767562 | 2014 WC287               | 18 novembre 2014  | Mount Lemmon Survey |
| 767563 | 2014 WG291               | 20 settembre 2014 | Pan-STARRS          |
| 767564 | 2014 WR291               | 28 settembre 2008 | Mount Lemmon Survey |
| 767565 | 2014 WW294               | 21 novembre 2014  | Pan-STARRS          |
| 767566 | 2014 WR296               | 20 settembre 2014 | Pan-STARRS          |
| 767567 | 2014 WY296               | 9 agosto 2013     | Pan-STARRS          |
| 767568 | 2014 WJ297               | 14 luglio 2013    | Pan-STARRS          |
| 767569 | 2014 WT299               | 27 gennaio 2011   | Mount Lemmon Survey |
| 767570 | 2014 WZ302               | 4 ottobre 2014    | Mount Lemmon Survey |
| 767571 | 2014 WO310               | 22 novembre 2014  | Mount Lemmon Survey |
| 767572 | 2014 WM312               | 8 novembre 2010   | Spacewatch          |
| 767573 | 2014 WU313               | 30 agosto 2014    | Pan-STARRS          |
| 767574 | 2014 WD316               | 11 marzo 2008     | CSS                 |
| 767575 | 2014 WC317               | 23 agosto 2014    | Pan-STARRS          |
| 767576 | 2014 WD321               | 12 novembre 2014  | Pan-STARRS          |
| 767577 | 2014 WR323               | 29 ottobre 2014   | Pan-STARRS          |
| 767578 | 2014 WK326               | 29 ottobre 2014   | Pan-STARRS          |
| 767579 | 2014 WX326               | 21 aprile 2012    | Spacewatch          |
| 767580 | 2014 WG328               | 29 ottobre 2014   | Pan-STARRS          |
| 767581 | 2014 WK328               | 22 novembre 2014  | Pan-STARRS          |
| 767582 | 2014 WM332               | 29 ottobre 2014   | Pan-STARRS          |
| 767583 | 2014 WR334               | 16 gennaio 2011   | Mount Lemmon Survey |
| 767584 | 2014 WT334               | 22 novembre 2014  | Pan-STARRS          |
| 767585 | 2014 WF335               | 22 novembre 2014  | Pan-STARRS          |
| 767586 | 2014 WL337               | 22 novembre 2014  | Pan-STARRS          |
| 767587 | 2014 WF338               | 22 novembre 2014  | Pan-STARRS          |
| 767588 | 2014 WS340               | 8 agosto 2013     | Pan-STARRS          |
| 767589 | 2014 WK342               | 29 ottobre 2014   | Pan-STARRS          |
| 767590 | 2014 WX344               | 7 giugno 2013     | Pan-STARRS          |
| 767591 | 2014 WF345               | 6 settembre 2014  | Mount Lemmon Survey |
| 767592 | 2014 WC347               | 30 ottobre 2014   | Mount Lemmon Survey |
| 767593 | 2014 WZ349               | 4 agosto 2013     | Pan-STARRS          |
| 767594 | 2014 WO352               | 23 novembre 2014  | Mount Lemmon Survey |
| 767595 | 2014 WS354               | 23 novembre 2014  | Pan-STARRS          |
| 767596 | 2014 WE356               | 2 dicembre 2005   | Spacewatch          |
| 767597 | 2014 WF357               | 17 settembre 2009 | Spacewatch          |
| 767598 | 2014 WM357               | 26 ottobre 2014   | Mount Lemmon Survey |
| 767599 | 2014 WQ359               | 23 gennaio 2011   | Mount Lemmon Survey |
| 767600 | 2014 WJ360               | 12 agosto 2013    | Pan-STARRS          |

## 767601–767700
| Nome   | Designazione provvisoria | Data di scoperta  | Scopritore          |
| ------ | ------------------------ | ----------------- | ------------------- |
| 767601 | 2014 WZ374               | 26 gennaio 2012   | Mount Lemmon Survey |
| 767602 | 2014 WZ375               | 13 luglio 2013    | Pan-STARRS          |
| 767603 | 2014 WJ376               | 14 novembre 2014  | Spacewatch          |
| 767604 | 2014 WA377               | 22 novembre 2014  | Mount Lemmon Survey |
| 767605 | 2014 WS379               | 22 novembre 2014  | Pan-STARRS          |
| 767606 | 2014 WC386               | 4 ottobre 2013    | Mount Lemmon Survey |
| 767607 | 2014 WU388               | 26 ottobre 2014   | Pan-STARRS          |
| 767608 | 2014 WH391               | 24 novembre 2014  | Mount Lemmon Survey |
| 767609 | 2014 WG392               | 13 luglio 2013    | Pan-STARRS          |
| 767610 | 2014 WH396               | 30 ottobre 2014   | Mount Lemmon Survey |
| 767611 | 2014 WR403               | 26 novembre 2014  | Spacewatch          |
| 767612 | 2014 WP405               | 22 ottobre 2014   | Mount Lemmon Survey |
| 767613 | 2014 WF412               | 26 novembre 2014  | Pan-STARRS          |
| 767614 | 2014 WM414               | 26 novembre 2014  | Pan-STARRS          |
| 767615 | 2014 WP414               | 18 novembre 2014  | Mount Lemmon Survey |
| 767616 | 2014 WK417               | 26 novembre 2014  | Pan-STARRS          |
| 767617 | 2014 WK420               | 26 novembre 2014  | Pan-STARRS          |
| 767618 | 2014 WE422               | 26 novembre 2014  | Pan-STARRS          |
| 767619 | 2014 WM422               | 17 aprile 2013    | Pan-STARRS          |
| 767620 | 2014 WJ424               | 3 novembre 2007   | Spacewatch          |
| 767621 | 2014 WB427               | 23 ottobre 2014   | Mount Lemmon Survey |
| 767622 | 2014 WN432               | 27 novembre 2014  | Mount Lemmon Survey |
| 767623 | 2014 WZ432               | 19 novembre 2009  | Mount Lemmon Survey |
| 767624 | 2014 WL433               | 17 novembre 2014  | Pan-STARRS          |
| 767625 | 2014 WY435               | 21 febbraio 2012  | Mount Lemmon Survey |
| 767626 | 2014 WD436               | 24 novembre 2014  | Mount Lemmon Survey |
| 767627 | 2014 WP438               | 17 novembre 2014  | Pan-STARRS          |
| 767628 | 2014 WA442               | 8 ottobre 2008    | Spacewatch          |
| 767629 | 2014 WV444               | 27 novembre 2014  | Pan-STARRS          |
| 767630 | 2014 WN445               | 17 marzo 2012     | Mount Lemmon Survey |
| 767631 | 2014 WO446               | 27 novembre 2014  | Pan-STARRS          |
| 767632 | 2014 WX447               | 27 novembre 2014  | Pan-STARRS          |
| 767633 | 2014 WP450               | 22 novembre 2014  | Mount Lemmon Survey |
| 767634 | 2014 WP451               | 21 novembre 2014  | Mount Lemmon Survey |
| 767635 | 2014 WL453               | 27 novembre 2014  | Mount Lemmon Survey |
| 767636 | 2014 WV457               | 17 novembre 2014  | Pan-STARRS          |
| 767637 | 2014 WY458               | 19 novembre 2014  | Pan-STARRS          |
| 767638 | 2014 WP459               | 24 ottobre 2009   | Spacewatch          |
| 767639 | 2014 WF463               | 27 novembre 2014  | Pan-STARRS          |
| 767640 | 2014 WG463               | 17 novembre 2014  | Pan-STARRS          |
| 767641 | 2014 WT469               | 27 novembre 2014  | Pan-STARRS          |
| 767642 | 2014 WA470               | 13 febbraio 2012  | Pan-STARRS          |
| 767643 | 2014 WF474               | 11 novembre 2009  | Mount Lemmon Survey |
| 767644 | 2014 WX475               | 21 ottobre 2008   | Mount Lemmon Survey |
| 767645 | 2014 WC476               | 17 novembre 2014  | Pan-STARRS          |
| 767646 | 2014 WQ476               | 26 novembre 2014  | Pan-STARRS          |
| 767647 | 2014 WC483               | 31 agosto 2014    | Pan-STARRS          |
| 767648 | 2014 WF485               | 28 novembre 2014  | Mount Lemmon Survey |
| 767649 | 2014 WL485               | 23 novembre 2014  | Pan-STARRS          |
| 767650 | 2014 WO488               | 28 ottobre 2008   | Spacewatch          |
| 767651 | 2014 WX488               | 18 settembre 2003 | Spacewatch          |
| 767652 | 2014 WG489               | 30 novembre 2014  | Mount Lemmon Survey |
| 767653 | 2014 WO489               | 27 gennaio 2011   | Mount Lemmon Survey |
| 767654 | 2014 WD491               | 14 luglio 2013    | Pan-STARRS          |
| 767655 | 2014 WD496               | 30 novembre 2014  | Pan-STARRS          |
| 767656 | 2014 WM505               | 18 novembre 2014  | Pan-STARRS          |
| 767657 | 2014 WO511               | 26 novembre 2014  | Pan-STARRS          |
| 767658 | 2014 WA512               | 17 novembre 2014  | Pan-STARRS          |
| 767659 | 2014 WJ512               | 26 novembre 2014  | Pan-STARRS          |
| 767660 | 2014 WA518               | 10 ottobre 2007   | Mount Lemmon Survey |
| 767661 | 2014 WA519               | 7 agosto 2008     | Spacewatch          |
| 767662 | 2014 WA520               | 29 ottobre 2008   | Mount Lemmon Survey |
| 767663 | 2014 WQ520               | 17 novembre 2014  | Pan-STARRS          |
| 767664 | 2014 WD521               | 17 novembre 2014  | Pan-STARRS          |
| 767665 | 2014 WO521               | 15 ottobre 2001   | Spacewatch          |
| 767666 | 2014 WP523               | 17 novembre 2014  | Pan-STARRS          |
| 767667 | 2014 WR523               | 27 ottobre 2008   | Mount Lemmon Survey |
| 767668 | 2014 WY524               | 20 novembre 2014  | Mount Lemmon Survey |
| 767669 | 2014 WO526               | 21 novembre 2014  | Pan-STARRS          |
| 767670 | 2014 WQ526               | 14 luglio 2013    | Pan-STARRS          |
| 767671 | 2014 WZ526               | 21 novembre 2014  | Pan-STARRS          |
| 767672 | 2014 WJ528               | 26 ottobre 2009   | Spacewatch          |
| 767673 | 2014 WW528               | 22 novembre 2014  | Pan-STARRS          |
| 767674 | 2014 WW530               | 26 novembre 2014  | Pan-STARRS          |
| 767675 | 2014 WN531               | 26 novembre 2014  | Pan-STARRS          |
| 767676 | 2014 WS531               | 26 novembre 2014  | Pan-STARRS          |
| 767677 | 2014 WK532               | 27 novembre 2014  | Pan-STARRS          |
| 767678 | 2014 WU536               | 11 febbraio 2016  | Pan-STARRS          |
| 767679 | 2014 WZ536               | 4 febbraio 2016   | Pan-STARRS          |
| 767680 | 2014 WH537               | 17 novembre 2014  | Pan-STARRS          |
| 767681 | 2014 WH538               | 5 febbraio 2016   | Pan-STARRS          |
| 767682 | 2014 WR538               | 22 novembre 2014  | Mount Lemmon Survey |
| 767683 | 2014 WX540               | 29 novembre 2014  | Pan-STARRS          |
| 767684 | 2014 WL541               | 26 novembre 2014  | Pan-STARRS          |
| 767685 | 2014 WG542               | 21 novembre 2014  | Pan-STARRS          |
| 767686 | 2014 WZ544               | 28 settembre 2003 | Spacewatch          |
| 767687 | 2014 WR545               | 21 novembre 2014  | Pan-STARRS          |
| 767688 | 2014 WT545               | 22 novembre 2014  | Pan-STARRS          |
| 767689 | 2014 WJ547               | 3 gennaio 2016    | Pan-STARRS          |
| 767690 | 2014 WN548               | 18 gennaio 2016   | Pan-STARRS          |
| 767691 | 2014 WO548               | 26 novembre 2014  | Pan-STARRS          |
| 767692 | 2014 WS548               | 20 novembre 2014  | Pan-STARRS          |
| 767693 | 2014 WF549               | 26 novembre 2014  | Pan-STARRS          |
| 767694 | 2014 WU552               | 27 novembre 2014  | Mount Lemmon Survey |
| 767695 | 2014 WK556               | 9 gennaio 2016    | Pan-STARRS          |
| 767696 | 2014 WM556               | 26 novembre 2014  | Pan-STARRS          |
| 767697 | 2014 WW556               | 17 giugno 2018    | Pan-STARRS          |
| 767698 | 2014 WB557               | 27 novembre 2014  | Mount Lemmon Survey |
| 767699 | 2014 WS558               | 19 novembre 2014  | Mount Lemmon Survey |
| 767700 | 2014 WJ559               | 20 novembre 2014  | Pan-STARRS          |

## 767701–767800
| Nome   | Designazione provvisoria | Data di scoperta  | Scopritore          |
| ------ | ------------------------ | ----------------- | ------------------- |
| 767701 | 2014 WW561               | 18 giugno 2018    | Pan-STARRS          |
| 767702 | 2014 WA562               | 19 novembre 2014  | Mount Lemmon Survey |
| 767703 | 2014 WT564               | 26 novembre 2014  | Pan-STARRS          |
| 767704 | 2014 WJ565               | 21 novembre 2014  | Mount Lemmon Survey |
| 767705 | 2014 WU566               | 29 novembre 2014  | Pan-STARRS          |
| 767706 | 2014 WX566               | 29 novembre 2014  | Mount Lemmon Survey |
| 767707 | 2014 WS567               | 28 settembre 2003 | Spacewatch          |
| 767708 | 2014 WT567               | 18 settembre 2003 | Spacewatch          |
| 767709 | 2014 WS568               | 17 novembre 2014  | Pan-STARRS          |
| 767710 | 2014 WP569               | 17 novembre 2014  | Pan-STARRS          |
| 767711 | 2014 WK570               | 26 novembre 2014  | Pan-STARRS          |
| 767712 | 2014 WS570               | 21 novembre 2014  | Pan-STARRS          |
| 767713 | 2014 WF571               | 22 novembre 2014  | Mount Lemmon Survey |
| 767714 | 2014 WQ572               | 18 novembre 2014  | Mount Lemmon Survey |
| 767715 | 2014 WW573               | 21 novembre 2014  | Pan-STARRS          |
| 767716 | 2014 WO574               | 21 novembre 2014  | Pan-STARRS          |
| 767717 | 2014 WU574               | 20 novembre 2014  | Mount Lemmon Survey |
| 767718 | 2014 WP575               | 17 novembre 2014  | Pan-STARRS          |
| 767719 | 2014 WQ575               | 17 novembre 2014  | Pan-STARRS          |
| 767720 | 2014 WA576               | 21 novembre 2014  | Pan-STARRS          |
| 767721 | 2014 WQ578               | 21 novembre 2014  | Pan-STARRS          |
| 767722 | 2014 WK579               | 26 novembre 2014  | Pan-STARRS          |
| 767723 | 2014 WM579               | 27 novembre 2014  | Pan-STARRS          |
| 767724 | 2014 WD580               | 28 novembre 2014  | Mount Lemmon Survey |
| 767725 | 2014 WR581               | 29 novembre 2014  | Mount Lemmon Survey |
| 767726 | 2014 WT581               | 27 novembre 2014  | Pan-STARRS          |
| 767727 | 2014 WU581               | 19 settembre 1998 | SDSS Collaboration  |
| 767728 | 2014 WG582               | 26 novembre 2014  | Pan-STARRS          |
| 767729 | 2014 WL583               | 27 novembre 2014  | Pan-STARRS          |
| 767730 | 2014 WP583               | 27 novembre 2014  | Pan-STARRS          |
| 767731 | 2014 WN584               | 22 novembre 2014  | Pan-STARRS          |
| 767732 | 2014 WV584               | 16 novembre 2014  | Mount Lemmon Survey |
| 767733 | 2014 WC585               | 17 novembre 2014  | Pan-STARRS          |
| 767734 | 2014 WS585               | 17 novembre 2014  | Pan-STARRS          |
| 767735 | 2014 WB589               | 16 novembre 2014  | Mount Lemmon Survey |
| 767736 | 2014 WF589               | 26 novembre 2014  | Pan-STARRS          |
| 767737 | 2014 WO589               | 21 novembre 2014  | Pan-STARRS          |
| 767738 | 2014 WC590               | 19 novembre 2014  | Mount Lemmon Survey |
| 767739 | 2014 WK590               | 21 novembre 2014  | Pan-STARRS          |
| 767740 | 2014 WN591               | 16 novembre 2014  | Mount Lemmon Survey |
| 767741 | 2014 WF592               | 21 novembre 2014  | Pan-STARRS          |
| 767742 | 2014 WN593               | 29 novembre 2014  | Mount Lemmon Survey |
| 767743 | 2014 WE594               | 26 novembre 2014  | Mount Lemmon Survey |
| 767744 | 2014 WO594               | 26 gennaio 1998   | Spacewatch          |
| 767745 | 2014 WM595               | 29 novembre 2014  | Mount Lemmon Survey |
| 767746 | 2014 WF599               | 29 novembre 2014  | Mount Lemmon Survey |
| 767747 | 2014 WV600               | 28 novembre 2014  | Mount Lemmon Survey |
| 767748 | 2014 WK602               | 17 novembre 2014  | Pan-STARRS          |
| 767749 | 2014 WW606               | 24 novembre 2009  | Spacewatch          |
| 767750 | 2014 WA610               | 21 novembre 2014  | Pan-STARRS          |
| 767751 | 2014 WW615               | 17 novembre 2014  | Pan-STARRS          |
| 767752 | 2014 XG12                | 20 gennaio 2012   | Spacewatch          |
| 767753 | 2014 XA14                | 13 luglio 2013    | Pan-STARRS          |
| 767754 | 2014 XW15                | 7 febbraio 2011   | Mount Lemmon Survey |
| 767755 | 2014 XN16                | 3 febbraio 2012   | Mount Lemmon Survey |
| 767756 | 2014 XW18                | 17 dicembre 2009  | Mount Lemmon Survey |
| 767757 | 2014 XB23                | 26 novembre 2014  | Pan-STARRS          |
| 767758 | 2014 XJ24                | 26 novembre 2014  | Pan-STARRS          |
| 767759 | 2014 XU26                | 23 novembre 2014  | Pan-STARRS          |
| 767760 | 2014 XJ27                | 29 novembre 2014  | Mount Lemmon Survey |
| 767761 | 2014 XZ27                | 22 ottobre 2014   | Mount Lemmon Survey |
| 767762 | 2014 XW29                | 20 settembre 2008 | Mount Lemmon Survey |
| 767763 | 2014 XH30                | 5 agosto 2014     | Pan-STARRS          |
| 767764 | 2014 XV31                | 21 novembre 2014  | Pan-STARRS          |
| 767765 | 2014 XU42                | 1 dicembre 2014   | Pan-STARRS          |
| 767766 | 2014 XP44                | 3 dicembre 2014   | Pan-STARRS          |
| 767767 | 2014 XS44                | 15 dicembre 2014  | Mount Lemmon Survey |
| 767768 | 2014 XJ45                | 11 dicembre 2014  | Mount Lemmon Survey |
| 767769 | 2014 XY45                | 11 dicembre 2014  | Mount Lemmon Survey |
| 767770 | 2014 XJ46                | 3 dicembre 2014   | Pan-STARRS          |
| 767771 | 2014 XK46                | 22 settembre 2008 | Spacewatch          |
| 767772 | 2014 XU46                | 15 dicembre 2014  | Mount Lemmon Survey |
| 767773 | 2014 XY46                | 11 dicembre 2014  | Pan-STARRS          |
| 767774 | 2014 XG48                | 3 dicembre 2014   | Pan-STARRS          |
| 767775 | 2014 XY48                | 18 gennaio 2016   | Pan-STARRS          |
| 767776 | 2014 XJ49                | 11 dicembre 2014  | Mount Lemmon Survey |
| 767777 | 2014 XQ49                | 11 dicembre 2014  | Mount Lemmon Survey |
| 767778 | 2014 XT49                | 15 dicembre 2014  | Mount Lemmon Survey |
| 767779 | 2014 XN51                | 13 dicembre 2014  | Pan-STARRS          |
| 767780 | 2014 XR51                | 13 dicembre 2014  | Pan-STARRS          |
| 767781 | 2014 XG53                | 1 dicembre 2014   | Pan-STARRS          |
| 767782 | 2014 XP53                | 1 dicembre 2014   | Pan-STARRS          |
| 767783 | 2014 XU57                | 27 novembre 2014  | Pan-STARRS          |
| 767784 | 2014 YN22                | 21 dicembre 2014  | Pan-STARRS          |
| 767785 | 2014 YU22                | 21 dicembre 2014  | Pan-STARRS          |
| 767786 | 2014 YH26                | 26 novembre 2014  | Pan-STARRS          |
| 767787 | 2014 YD28                | 1 febbraio 2012   | Spacewatch          |
| 767788 | 2014 YL29                | 1 dicembre 2014   | Spacewatch          |
| 767789 | 2014 YQ29                | 24 dicembre 2014  | Mount Lemmon Survey |
| 767790 | 2014 YU29                | 2 settembre 2008  | SSS                 |
| 767791 | 2014 YY32                | 15 dicembre 2014  | Spacewatch          |
| 767792 | 2014 YJ34                | 28 novembre 2014  | Mount Lemmon Survey |
| 767793 | 2014 YM36                | 30 ottobre 2014   | Mount Lemmon Survey |
| 767794 | 2014 YU36                | 23 settembre 2008 | Mount Lemmon Survey |
| 767795 | 2014 YE43                | 15 ottobre 2007   | Mount Lemmon Survey |
| 767796 | 2014 YB52                | 29 dicembre 2014  | Pan-STARRS          |
| 767797 | 2014 YQ52                | 21 dicembre 2014  | Mount Lemmon Survey |
| 767798 | 2014 YW52                | 21 dicembre 2014  | Pan-STARRS          |
| 767799 | 2014 YZ52                | 21 dicembre 2014  | Pan-STARRS          |
| 767800 | 2014 YS53                | 29 dicembre 2014  | Mount Lemmon Survey |

## 767801–767900
| Nome   | Designazione provvisoria | Data di scoperta  | Scopritore                    |
| ------ | ------------------------ | ----------------- | ----------------------------- |
| 767801 | 2014 YR55                | 18 dicembre 2014  | Pan-STARRS                    |
| 767802 | 2014 YT55                | 10 ottobre 2008   | Mount Lemmon Survey           |
| 767803 | 2014 YB56                | 14 settembre 2013 | Pan-STARRS                    |
| 767804 | 2014 YR56                | 29 dicembre 2014  | Pan-STARRS                    |
| 767805 | 2014 YY56                | 11 dicembre 2009  | Mount Lemmon Survey           |
| 767806 | 2014 YQ57                | 27 dicembre 2014  | Pan-STARRS                    |
| 767807 | 2014 YB58                | 18 dicembre 2014  | Pan-STARRS                    |
| 767808 | 2014 YC59                | 21 dicembre 2014  | Pan-STARRS                    |
| 767809 | 2014 YE59                | 21 dicembre 2014  | Pan-STARRS                    |
| 767810 | 2014 YX61                | 3 ottobre 2013    | Pan-STARRS                    |
| 767811 | 2014 YQ62                | 15 ottobre 2013   | Mount Lemmon Survey           |
| 767812 | 2014 YR62                | 29 dicembre 2014  | Pan-STARRS                    |
| 767813 | 2014 YV62                | 9 novembre 2013   | Mount Lemmon Survey           |
| 767814 | 2014 YZ62                | 29 dicembre 2014  | Pan-STARRS                    |
| 767815 | 2014 YT64                | 26 dicembre 2014  | Pan-STARRS                    |
| 767816 | 2014 YV64                | 21 dicembre 2014  | Pan-STARRS                    |
| 767817 | 2014 YE65                | 29 dicembre 2014  | Pan-STARRS                    |
| 767818 | 2014 YJ65                | 21 dicembre 2014  | Pan-STARRS                    |
| 767819 | 2014 YL65                | 26 dicembre 2014  | Pan-STARRS                    |
| 767820 | 2014 YU65                | 19 novembre 2007  | Spacewatch                    |
| 767821 | 2014 YF68                | 19 ottobre 2003   | Spacewatch                    |
| 767822 | 2014 YK68                | 29 dicembre 2014  | Mount Lemmon Survey           |
| 767823 | 2014 YG69                | 14 gennaio 2016   | Pan-STARRS                    |
| 767824 | 2014 YP69                | 10 febbraio 2010  | Spacewatch                    |
| 767825 | 2014 YA71                | 29 dicembre 2014  | Pan-STARRS                    |
| 767826 | 2014 YC74                | 11 aprile 2016    | Pan-STARRS                    |
| 767827 | 2014 YE74                | 24 dicembre 2014  | Mount Lemmon Survey           |
| 767828 | 2014 YL74                | 26 dicembre 2014  | I. Oteo, A. S. Paulino-Afonso |
| 767829 | 2014 YR75                | 18 dicembre 2014  | Pan-STARRS                    |
| 767830 | 2014 YS76                | 29 dicembre 2014  | Mount Lemmon Survey           |
| 767831 | 2014 YG78                | 23 dicembre 2014  | Mount Lemmon Survey           |
| 767832 | 2014 YK78                | 21 dicembre 2014  | Pan-STARRS                    |
| 767833 | 2014 YD79                | 29 dicembre 2014  | Pan-STARRS                    |
| 767834 | 2014 YO80                | 21 dicembre 2014  | Pan-STARRS                    |
| 767835 | 2014 YT80                | 26 dicembre 2014  | Pan-STARRS                    |
| 767836 | 2014 YO83                | 24 dicembre 2014  | Mount Lemmon Survey           |
| 767837 | 2014 YH84                | 29 dicembre 2014  | Pan-STARRS                    |
| 767838 | 2014 YO84                | 27 dicembre 2014  | Mount Lemmon Survey           |
| 767839 | 2014 YQ84                | 16 dicembre 2014  | Pan-STARRS                    |
| 767840 | 2014 YA85                | 21 dicembre 2014  | Pan-STARRS                    |
| 767841 | 2014 YA86                | 21 dicembre 2014  | Pan-STARRS                    |
| 767842 | 2014 YR86                | 29 dicembre 2014  | Mount Lemmon Survey           |
| 767843 | 2014 YW87                | 21 dicembre 2014  | Mount Lemmon Survey           |
| 767844 | 2014 YC88                | 20 novembre 2009  | Mount Lemmon Survey           |
| 767845 | 2014 YM88                | 29 dicembre 2014  | Pan-STARRS                    |
| 767846 | 2014 YD90                | 29 dicembre 2014  | Pan-STARRS                    |
| 767847 | 2014 YE93                | 29 dicembre 2014  | Pan-STARRS                    |
| 767848 | 2014 YG93                | 29 dicembre 2014  | Pan-STARRS                    |
| 767849 | 2014 YA94                | 1 maggio 2011     | Pan-STARRS                    |
| 767850 | 2014 YM94                | 21 dicembre 2014  | Pan-STARRS                    |
| 767851 | 2014 YD95                | 26 dicembre 2014  | Pan-STARRS                    |
| 767852 | 2014 YN95                | 29 dicembre 2014  | Pan-STARRS                    |
| 767853 | 2014 YT95                | 26 dicembre 2014  | Pan-STARRS                    |
| 767854 | 2014 YU95                | 24 dicembre 2014  | Mount Lemmon Survey           |
| 767855 | 2014 YV95                | 15 agosto 2013    | Pan-STARRS                    |
| 767856 | 2014 YF96                | 14 settembre 2013 | Spacewatch                    |
| 767857 | 2014 YW96                | 29 dicembre 2014  | Pan-STARRS                    |
| 767858 | 2014 YH97                | 29 dicembre 2014  | Pan-STARRS                    |
| 767859 | 2015 AW4                 | 23 novembre 2014  | Pan-STARRS                    |
| 767860 | 2015 AZ11                | 29 ottobre 2008   | Spacewatch                    |
| 767861 | 2015 AH13                | 3 ottobre 2013    | Pan-STARRS                    |
| 767862 | 2015 AJ13                | 21 novembre 2014  | Pan-STARRS                    |
| 767863 | 2015 AK13                | 1 dicembre 2014   | Pan-STARRS                    |
| 767864 | 2015 AP13                | 28 ottobre 2013   | Mount Lemmon Survey           |
| 767865 | 2015 AU14                | 24 novembre 2008  | Spacewatch                    |
| 767866 | 2015 AK19                | 8 dicembre 2014   | Pan-STARRS                    |
| 767867 | 2015 AW26                | 26 febbraio 2012  | Pan-STARRS                    |
| 767868 | 2015 AV28                | 29 dicembre 2014  | Mount Lemmon Survey           |
| 767869 | 2015 AB30                | 21 dicembre 2014  | Pan-STARRS                    |
| 767870 | 2015 AP33                | 12 ottobre 2007   | Spacewatch                    |
| 767871 | 2015 AA34                | 21 dicembre 2014  | Pan-STARRS                    |
| 767872 | 2015 AN34                | 21 novembre 2009  | Spacewatch                    |
| 767873 | 2015 AU38                | 23 ottobre 2006   | Spacewatch                    |
| 767874 | 2015 AD40                | 2 novembre 2008   | Mount Lemmon Survey           |
| 767875 | 2015 AU40                | 13 gennaio 2015   | Pan-STARRS                    |
| 767876 | 2015 AC41                | 23 settembre 2008 | Spacewatch                    |
| 767877 | 2015 AG43                | 14 settembre 2013 | Pan-STARRS                    |
| 767878 | 2015 AM43                | 14 ottobre 2009   | Mount Lemmon Survey           |
| 767879 | 2015 AL47                | 20 settembre 2014 | Pan-STARRS                    |
| 767880 | 2015 AP50                | 14 settembre 2013 | Pan-STARRS                    |
| 767881 | 2015 AA52                | 5 maggio 2011     | Spacewatch                    |
| 767882 | 2015 AF58                | 29 dicembre 2014  | Mount Lemmon Survey           |
| 767883 | 2015 AQ58                | 29 dicembre 2014  | Mount Lemmon Survey           |
| 767884 | 2015 AK60                | 27 febbraio 2012  | Pan-STARRS                    |
| 767885 | 2015 AM61                | 15 dicembre 2014  | Mount Lemmon Survey           |
| 767886 | 2015 AW61                | 28 settembre 2008 | Mount Lemmon Survey           |
| 767887 | 2015 AV62                | 23 ottobre 2008   | Spacewatch                    |
| 767888 | 2015 AG64                | 23 settembre 2008 | Mount Lemmon Survey           |
| 767889 | 2015 AW65                | 28 febbraio 2008  | Mount Lemmon Survey           |
| 767890 | 2015 AD67                | 27 maggio 2009    | Mount Lemmon Survey           |
| 767891 | 2015 AS70                | 15 maggio 2008    | Spacewatch                    |
| 767892 | 2015 AY70                | 29 dicembre 2014  | Mount Lemmon Survey           |
| 767893 | 2015 AH72                | 16 marzo 2012     | Mount Lemmon Survey           |
| 767894 | 2015 AG77                | 8 agosto 2012     | Pan-STARRS                    |
| 767895 | 2015 AW79                | 21 dicembre 2014  | Pan-STARRS                    |
| 767896 | 2015 AD80                | 13 gennaio 2015   | Pan-STARRS                    |
| 767897 | 2015 AA87                | 16 ottobre 2007   | Mount Lemmon Survey           |
| 767898 | 2015 AX88                | 13 gennaio 2015   | Pan-STARRS                    |
| 767899 | 2015 AC90                | 28 settembre 2013 | Mount Lemmon Survey           |
| 767900 | 2015 AO93                | 26 novembre 2014  | Pan-STARRS                    |

## 767901–768000
| Nome   | Designazione provvisoria | Data di scoperta  | Scopritore          |
| ------ | ------------------------ | ----------------- | ------------------- |
| 767901 | 2015 AD97                | 14 gennaio 2015   | Pan-STARRS          |
| 767902 | 2015 AQ98                | 21 dicembre 2014  | Pan-STARRS          |
| 767903 | 2015 AV99                | 6 settembre 2013  | Mount Lemmon Survey |
| 767904 | 2015 AV100               | 3 febbraio 2000   | Spacewatch          |
| 767905 | 2015 AT101               | 8 agosto 2007     | W. K. Y. Yeung      |
| 767906 | 2015 AD103               | 28 ottobre 2013   | Pan-STARRS          |
| 767907 | 2015 AH103               | 21 dicembre 2014  | Pan-STARRS          |
| 767908 | 2015 AV103               | 21 dicembre 2014  | Pan-STARRS          |
| 767909 | 2015 AY103               | 14 settembre 2013 | Pan-STARRS          |
| 767910 | 2015 AX104               | 21 dicembre 2014  | Pan-STARRS          |
| 767911 | 2015 AF105               | 21 dicembre 2014  | Pan-STARRS          |
| 767912 | 2015 AH107               | 24 maggio 2011    | Mount Lemmon Survey |
| 767913 | 2015 AK108               | 21 dicembre 2014  | Mount Lemmon Survey |
| 767914 | 2015 AS108               | 14 gennaio 2015   | Pan-STARRS          |
| 767915 | 2015 AR109               | 18 settembre 2010 | Mount Lemmon Survey |
| 767916 | 2015 AX109               | 29 novembre 2014  | Pan-STARRS          |
| 767917 | 2015 AP110               | 21 dicembre 2014  | Mount Lemmon Survey |
| 767918 | 2015 AF117               | 14 gennaio 2015   | Pan-STARRS          |
| 767919 | 2015 AG117               | 5 settembre 2013  | Spacewatch          |
| 767920 | 2015 AO117               | 21 dicembre 2014  | Mount Lemmon Survey |
| 767921 | 2015 AD119               | 14 gennaio 2015   | Pan-STARRS          |
| 767922 | 2015 AE123               | 14 gennaio 2015   | Pan-STARRS          |
| 767923 | 2015 AU123               | 21 novembre 2008  | Spacewatch          |
| 767924 | 2015 AM130               | 14 settembre 2013 | Pan-STARRS          |
| 767925 | 2015 AT131               | 13 ottobre 2013   | Mount Lemmon Survey |
| 767926 | 2015 AJ132               | 3 novembre 2008   | Mount Lemmon Survey |
| 767927 | 2015 AV132               | 25 settembre 2008 | Spacewatch          |
| 767928 | 2015 AJ145               | 13 settembre 2013 | Spacewatch          |
| 767929 | 2015 AK146               | 14 gennaio 2015   | Pan-STARRS          |
| 767930 | 2015 AC148               | 2 settembre 2010  | Mount Lemmon Survey |
| 767931 | 2015 AO150               | 13 marzo 2011     | Spacewatch          |
| 767932 | 2015 AQ152               | 14 gennaio 2015   | Pan-STARRS          |
| 767933 | 2015 AL154               | 10 maggio 2005    | Mount Lemmon Survey |
| 767934 | 2015 AX154               | 13 luglio 2013    | Pan-STARRS          |
| 767935 | 2015 AP159               | 14 gennaio 2015   | Pan-STARRS          |
| 767936 | 2015 AB160               | 14 gennaio 2015   | Pan-STARRS          |
| 767937 | 2015 AL164               | 12 maggio 2012    | Mount Lemmon Survey |
| 767938 | 2015 AE165               | 14 gennaio 2015   | Pan-STARRS          |
| 767939 | 2015 AR165               | 4 settembre 2008  | Spacewatch          |
| 767940 | 2015 AV165               | 21 dicembre 2014  | Mount Lemmon Survey |
| 767941 | 2015 AV166               | 26 settembre 2013 | Mount Lemmon Survey |
| 767942 | 2015 AG167               | 21 novembre 2008  | Spacewatch          |
| 767943 | 2015 AZ169               | 14 gennaio 2015   | Pan-STARRS          |
| 767944 | 2015 AC170               | 11 novembre 2013  | Mount Lemmon Survey |
| 767945 | 2015 AN170               | 19 gennaio 2004   | Spacewatch          |
| 767946 | 2015 AB171               | 1 novembre 2008   | Mount Lemmon Survey |
| 767947 | 2015 AY172               | 21 dicembre 2014  | Pan-STARRS          |
| 767948 | 2015 AB173               | 14 gennaio 2015   | Pan-STARRS          |
| 767949 | 2015 AM176               | 3 ottobre 2013    | Mount Lemmon Survey |
| 767950 | 2015 AT178               | 19 dicembre 2007  | Spacewatch          |
| 767951 | 2015 AB179               | 14 gennaio 2015   | Pan-STARRS          |
| 767952 | 2015 AL180               | 14 gennaio 2015   | Pan-STARRS          |
| 767953 | 2015 AU180               | 14 gennaio 2015   | Pan-STARRS          |
| 767954 | 2015 AG181               | 29 aprile 2012    | Spacewatch          |
| 767955 | 2015 AF183               | 21 dicembre 2014  | Pan-STARRS          |
| 767956 | 2015 AF184               | 30 settembre 2013 | CSS                 |
| 767957 | 2015 AH189               | 14 gennaio 2015   | Pan-STARRS          |
| 767958 | 2015 AJ189               | 21 dicembre 2014  | Pan-STARRS          |
| 767959 | 2015 AD190               | 21 dicembre 2014  | Mount Lemmon Survey |
| 767960 | 2015 AJ195               | 26 dicembre 2014  | Pan-STARRS          |
| 767961 | 2015 AF196               | 14 gennaio 2015   | Pan-STARRS          |
| 767962 | 2015 AT196               | 8 marzo 2008      | Mount Lemmon Survey |
| 767963 | 2015 AW196               | 14 gennaio 2015   | Pan-STARRS          |
| 767964 | 2015 AV197               | 3 febbraio 2008   | Mount Lemmon Survey |
| 767965 | 2015 AU198               | 14 gennaio 2015   | Pan-STARRS          |
| 767966 | 2015 AA199               | 28 novembre 2014  | Mount Lemmon Survey |
| 767967 | 2015 AC199               | 1 settembre 2013  | Mount Lemmon Survey |
| 767968 | 2015 AU200               | 26 dicembre 2014  | Pan-STARRS          |
| 767969 | 2015 AC201               | 19 dicembre 2009  | Mount Lemmon Survey |
| 767970 | 2015 AU201               | 14 gennaio 2015   | Pan-STARRS          |
| 767971 | 2015 AD203               | 24 dicembre 2014  | Mount Lemmon Survey |
| 767972 | 2015 AP203               | 14 settembre 2013 | Pan-STARRS          |
| 767973 | 2015 AR204               | 15 marzo 2012     | Mount Lemmon Survey |
| 767974 | 2015 AZ205               | 15 gennaio 2015   | Mount Lemmon Survey |
| 767975 | 2015 AC206               | 24 settembre 2008 | Mount Lemmon Survey |
| 767976 | 2015 AS206               | 11 settembre 2007 | PMO NEO             |
| 767977 | 2015 AX209               | 29 dicembre 2014  | Pan-STARRS          |
| 767978 | 2015 AN222               | 3 dicembre 2008   | Spacewatch          |
| 767979 | 2015 AQ223               | 31 ottobre 2013   | Mount Lemmon Survey |
| 767980 | 2015 AN224               | 10 maggio 2005    | Mount Lemmon Survey |
| 767981 | 2015 AW224               | 1 novembre 2013   | Mount Lemmon Survey |
| 767982 | 2015 AB225               | 15 gennaio 2015   | Pan-STARRS          |
| 767983 | 2015 AC226               | 17 agosto 2012    | ESA OGS             |
| 767984 | 2015 AV226               | 29 dicembre 2008  | Spacewatch          |
| 767985 | 2015 AQ227               | 8 novembre 2013   | Mount Lemmon Survey |
| 767986 | 2015 AC229               | 26 ottobre 2013   | Mount Lemmon Survey |
| 767987 | 2015 AG230               | 12 ottobre 2013   | Spacewatch          |
| 767988 | 2015 AY230               | 15 gennaio 2015   | Pan-STARRS          |
| 767989 | 2015 AD232               | 2 gennaio 2009    | Spacewatch          |
| 767990 | 2015 AE232               | 2 settembre 2013  | PTF                 |
| 767991 | 2015 AG235               | 25 novembre 2010  | Mount Lemmon Survey |
| 767992 | 2015 AH235               | 15 gennaio 2015   | Pan-STARRS          |
| 767993 | 2015 AA237               | 12 ottobre 2013   | Spacewatch          |
| 767994 | 2015 AE237               | 9 ottobre 2007    | Mount Lemmon Survey |
| 767995 | 2015 AL238               | 15 gennaio 2015   | Pan-STARRS          |
| 767996 | 2015 AV240               | 15 settembre 2012 | Mount Lemmon Survey |
| 767997 | 2015 AC242               | 21 aprile 2012    | Mount Lemmon Survey |
| 767998 | 2015 AO242               | 15 ottobre 2007   | Mount Lemmon Survey |
| 767999 | 2015 AP242               | 15 gennaio 2015   | Pan-STARRS          |
| 768000 | 2015 AT244               | 1 novembre 2013   | Mount Lemmon Survey |